# Manuel Fleitas Solich
Manuel Agustin Fleitas Solich (* 30. Dezember 1900 in Asunción, Paraguay; † 24. März 1984 in Rio de Janeiro, Brasilien) war ein paraguayischer Fußballspieler und -trainer.

## Karriere

### Als Spieler
Manuel Agustin Fleitas Solich war Sohn eines wichtigen paraguayischen Journalisten, zog es aber vor, Fußballspieler zu werden statt in die Fußstapfen seines Vaters zu treten. Immer höflich und zuvorkommend war er allgemein beliebt und wurde schon mit 17 Jahren Kapitän der Paraguayischen Nationalmannschaft. Als Vereinsfußballer konnte er mit Club Nacional 1924 und 1926 die paraguayische Meisterschaft gewinnen. 1927 wechselte er zu den Boca Juniors ins Nachbarland Argentinien. Er führte die Mannschaft 1930 als Kapitän zum letzten Meistertitel des Amateurzeitalters ehe sich 1931 18 Vereine vom Argentinischen Fußballverband abspalteten und eine professionelle Liga gründeten. Im selben Jahr hörte Fleitas Solich aufgrund seiner vielen Verletzungen auf, versuchte aber 1932 kurz ein Comeback bei CA Platense und CA Talleres. Während seiner Zeit als aktiver Fußballspieler gab man ihm unzählige Spitznamen. Am bekanntesten wurde er unter el brujo (der Hexer), el altísimo (der Riesengroße) und Alfagía.

### Als Trainer
Bereits während seiner Zeit als aktiver Fußballspieler war er von 1922 bis 1929 gleichzeitig Trainer und Spieler der Paraguayischen Nationalmannschaft. So war es denn auch nicht verwunderlich, dass er, nachdem er 1932 seine aktive Karriere beendet hatte, bereits 1933 wieder im Fußballgeschäft als Trainer mitmischte. Von 1933 bis 1937 trainierte er mehrere argentinische Vereine, bevor er 1937 nach Paraguay zurückkehrte, um seinen Stammverein von der Bank aus zu leiten. Bereits 1939 übernahm er wieder die Leitung der Paraguayischen Nationalmannschaft. Es sollte nicht das letzte Mal sein, dass er die Geschicke der Albirroja führte – insgesamt sechs Mal war er deren Nationaltrainer und führte die Mannschaft zu ihrem ersten internationalen Titel, der Copa América von 1953. Von 1937 bis 1944 leitete er mehrere Vereine, wobei er 1943 mit Club Libertad Paraguayischer Meister wurde. Danach ging er wieder nach Argentinien, um seinen Trainerjob auszuüben. Nach dem Gewinn der Copa América von 1953 wurde er vom Traditionsverein CR Flamengo in Rio de Janeiro angeheuert und schaffte auf Anhieb, nach einer zehnjährigen Durststrecke zwischen 1953 und 1955 einen Titel-Hattrick in der Staatsmeisterschaft von Rio de Janeiro.
1959 wagte er als erster paraguayischer Trainer den Sprung über den Atlantik und trainierte für eine Saison Real Madrid, wo er den brasilianischen Weltmeister von 1958 Valdir Pereira „Didi“ zum Verein holte. Nach diesem europäischen Intermezzo kehrte er nach Brasilien zurück und trainierte bis 1971 mehrere Vereine. Letzte Erfolge waren die beiden Staatsmeisterschaften von Bahia 1970 und 1971. Im Juni 1971 kehrte er noch einmal zu Flamengo nach Rio zurück, wo er am 12. Dezember des Jahres mit einer 1:4-Niederlage gegen Fluminense seine Karriere beendete.
Rio de Janeiro blieb seine Heimatstadt und er verstarb dort 1984 im Alter von 83 Jahren an Krebs. Er wurde im Beisein zahlreicher früherer Spieler und Kollegen wie Flávio Costa und Zezé Moreira auf dem Friedhof São João Batista im Süden von Rio beigesetzt. Der Sarg war mit der Vereinsflagge von Flamengo bedeckt. „Don Fleitas“, wie er auch in Rio genannt wurde, hinterließ drei Söhne.

## Erfolge

### Als Spieler
- Paraguayischer Meister: 1924, 1926
- Argentinischer Meister: 1930

### Als Trainer
- Copa América: 1953
- Paraguayischer Meister: 1943
- Torneio Rio-São Paulo: 1961
- Staatsmeisterschaft von Rio de Janeiro: 1953, 1954, 1955
- Staatsmeisterschaft von Bahia: 1970, 1971